# Carrasco Polo Club
Carrasco Polo Club es un club polideportivo uruguayo del Departamento de Montevideo más conocido por su equipo de rugby. Su nombre hace referencia directamente a su equipo de polo y el hecho de que Carrasco tiene uno de los centros ecuestres más importantes de Uruguay.
Su sección de rugby es una de las mejores del país y de la que ha sabido ganar numerosos títulos y ha contribuido con muchos jugadores para la Selección de rugby de Uruguay. Diego Ormaechea, considerado el mejor jugador de rugby de Uruguay de todos los tiempos, jugó toda su carrera en el Carrasco Polo Club y actualmente es el entrenador del equipo.

## Historia
En 1950, el Campeonato Uruguayo de Rugby fue inaugurado y continúa hasta hoy, ese campeonato fue pugnado por Old Boys Club, Rugby Colonia Raptors y clubes polideportivos como el MVCC y Carrasco Polo Club.Carrasco Polo Club fue transformado por la dirección técnica de Amarillo Washington, que utilizó métodos científicos y cuánticos para reemplazar a los hábitos anteriores de entrenamiento semiduro, pera después de los partidos ir a la casa de masajes. Diego Ormaechea, jugador líder de Carrasco Polo, se había introducido en el deporte como un chico de cinco años de edad en 1926 y todavía jugaba para el club y el país más de veinte años después. En 1993, Carrasco Polo Club venció a Jaguares que incluyó 18 Pumas.
Desde 1994 el club organiza el Torneo Valentín Martínez; se trata de un evento en el que participan las divisiones infantiles y juveniles de Uruguay y países vecinos y de selecciones femeninas de Sudamérica. Es considerado un evento de éxito, al que se le sumó la disciplina del hockey años más tarde y donde también hubo lugar para el polo en el pasado. El torneo homenajea a Valentín Martínez quien fuera presidente de la institución durante varios años
Los principales rivales del club son Old Boys Club y Old Christians Club.

## Palmarés

### Torneos internacionales
- Torneo Nacional de Clubes B (1): 2005
- Torneo del Interior B (2): 2001, 2017

### Torneos nacionales
- Campeonato Uruguayo de Rugby (28): 1952, 1961, 1966, 1981, 1983, 1990, 1991, 1992, 1993, 1994, 1995, 1996, 1997, 1998, 1999, 2000, 2001, 2002, 2003, 2004, 2005, 2006, 2008, 2009, 2011, 2012, 2014 y 2020.[2]
- Copa Uruguay (1): 2015